# William Bray
William Bray fue un futbolista inglés. Fue parte de los ingleses que emigraron a México, ya que en 1900 el general Porfirio Díaz otorgó diversas concesiones a empresas británicas. Fue campeón de goleo en una ocasión junto con Jorge Gómez de Parada. 

## Logros

### En equipo
- Liga Amateur del Distrito Federal (1): 1904-1905.
- Copa Tower (2): 1907-1908 y 1911-1912.

### Individuales
- Campeón de goleo (1): 1908-1909.

- Datos: Q1292526